# Fritz Haber
Fritz Haber (9. prosince 1868 Breslau – 29. ledna 1934 Basilej) byl německý fyzikální chemik. Roku 1918 získal Nobelovu cenu za vynález syntézy amoniaku z plynného dusíku a plynného vodíku, která je základem průmyslového Haber-Boschova procesu, který umožnil velkovýrobu syntetických hnojiv a výbušnin. Haber společně s Maxem Bornem navrhl Bornův–Haberův cyklus jako metodu pro zjišťování mřížkové energie iontových sloučenin.
Haber je také považován za „otce chemické války“ kvůli své dlouholeté průkopnické práci na vývoji a způsobech bojového využití chlóru a dalších jedovatých plynů během první světové války, zejména jeho nasazení během druhé bitvy u Yper.

## Životopis
Pocházel z bohaté židovské rodiny pruského velkoobchodníka s drogistickým zbožím. Byl zvídavým gymnaziálním a později universitním studentem s velkou touhou po vzdělání, i když s nijak skvělými studijními výsledky. Jeho největším zájmem byla chemie. Váhal mezi chemií organickou a fyzikální. Zvítězila chemie fyzikální. Celý život se Haber zajímal i o matematiku, filosofii, literaturu a poezii. Pokoušel se uplatnit v otcově obchodě nebo přímo v chemickém průmyslu. Jeho pokusy však skončily neslavně. Uplatnění našel až v univerzitní výzkumné a později pedagogické práci. Od roku 1911 byl ředitelem Institutu císaře Viléma v Berlíně. Haber byl také velmi oblíbeným univerzitním profesorem chemie. Mezi studenty byl velmi oblíbeným i když obávaným břitkým diskutérem. Dokázal bavit své nejbližší jistou dávkou komediálního a uměleckého nadání. Stal se přítelem Alberta Einsteina a dalších významných německých osobností. Přes svou kontroverzní účast na světové válce Haber nebyl žádný brutální válečník. Byl ctižádostivým vlastencem, zcela oddaným německému státu. Toužil po kariéře ve službách německého státu, třeba i v armádě, přestože ho jeho židovský původ citelně znevýhodňoval v době narůstajícího antisemitismu na přelomu 19. a 20. století.

## Ypres
Haber je považován za "otce" skutečné chemické války, zrozené při chemickém útoku Němců u belgické obce Ypres dne 22. dubna 1915. Při útoku bylo vypuštěno asi 170 tun chlóru z 5 700 tlakových lahví umístěných na šestikilometrovém úseku fronty. Každá z lahví obsahovala kolem 30 kg plynu. Ocelové lahve byly opatřeny sifonovou trubkou. Tím bylo dosaženo toho, že unikat mohla kapalná fáze chlóru. Tlakové lahve byly ve svislé poloze umístěny v rozestupech jednoho metru do německých zákopů. Na uzávěry lahví byly našroubovány olověné trubice, sahající nad okraj zákopu a směřující k zákopům nepřítele. Zkapalněný chlór po vypuštění začal okamžitě vytvářet těžká žlutozelená mračna. Ta se zvolna mísila se vzduchem. Příhodný vítr hnal oblaka k pozicím nepřítele a vzhledem k tomu, že plynný chlór je dvakrát těžší než vzduch, plyn zatékal do zákopů a veškerých podzemních prostor. Chlór leptá veškeré sliznice včetně očí. Z napadených orgánů se vylévá krev. Krví se zalévá i vnitřek zasažených plic. Kolem nosu a úst se objevuje krvavá pěna. Krutá a bolestivá smrt trvá i při vysoké koncentraci plynu až deset minut. Hodiny i dny pomalého umírání čekaly ty, kdo byli zasaženi plynem o menší koncentraci. Odhady mrtvých a těžce zraněných:
- 7 000 obětí zasažených chlórem, z toho 350 takřka okamžitě
- další zemřelí, tzv. z jiných než vojenských příčin, byli muži, kteří opustili zákopy a prchali před smrtícím plynem. Ti byli koseni palbou německých jednotek, postupujících za jedovatým oblakem

## Nobelova cena
V roce 1918 získal Nobelovu cenu za syntézu amoniaku z dusíku a vodíku. Tento postup měl původně sloužit k rozvoji syntetických hnojiv na bázi dusičnanu amonného, tedy k ryze humánním účelům. Využit byl ovšem k naplnění obrovských materiálních potřeb německé válečné výroby výbušnin. Haber si cenu převzal až v roce 1919, neboť za svůj podíl na chlórovém útoku v Ypres se dostal na seznam válečných zločinců, hledaných po první světové válce. Po jistou dobu se musel dokonce skrývat.

## Těžba zlata z mořské vody
Haber cítil jako německý vlastenec povinnost pomoci své zemi s placením válečných reparací formou zlata. Podle analýz švédského chemika Svante Arrhenia z roku 1903 měla mořská voda obsahovat na 6 mg zlata na tunu vody (6 ppb). Při této koncentraci by celkové zásoby zlata ve světových oceánech činily 8 miliard tun. Celková roční světová produkce zlata v té době obnášela několik set tun. Haber nejprve analyzoval vzorky v berlínské laboratoři. V roce 1923 zakoupil loď a čtyři roky plul po světových oceánech; analýzy mu ovšem vycházely nižší a Haber z důvodu nerentability projekt vzdal.

## Cyklon B
Začátkem 20. let Haber vyřešil relativně bezpečný způsob výroby vysoce toxického kyanovodíku. Původní záměr byl opět vysoce humánní: zbavit ubytovací a skladové prostory zejména ve vojenských prostorech obtížného hmyzu či hlodavců. Využití našel tento objev opět u armády. Obchodní jméno nového prostředku: Cyklon B. Bylo jím zavražděno i několik blízkých Haberových příbuzných.
Akademická fundovanost kolektivu, který měl Haber k dispozici pro rozvoj chemického válčení, byla udivující. Jeden z členů Haberova vědeckého kolektivu Franz Richardt o tom napsal:
Haber pátral po všech odbornících na fyziku a chemii, o kterých se kdy doslechl ... V době mého příchodu už zde byli, mimo jiné, doktor Kerschbaum, Haberův technický pobočník, (později emigroval do Spojených států), profesor Otto Hahn, který později rozbil atomové jádro a dostal Nobelovu cenu, profesor James Franck (fyzik, který později emigroval do Spojených států a získal Nobelovu cenu), profesor Hans Geiger, který později zkonstruoval Geiger-Müllerův počítač, profesor Walter Madelung, později pracující na universitě ve Freiburgu v oblasti barvářské chemie, profesor Wilhelm Westphal, neurolog, a mnoho dalších.
Podle některých zdrojů se na této činnosti podíleli i další pozdější nositelé Nobelovy ceny jako fyzik Max Planck nebo chemik Emil Hermann Fischer.

## Tragédie v rodině
Jeho účast na válečném dění zasáhla i jeho soukromý život. V noci na 2. května 1915 během jeho návštěvy doma krátce po dubnovém "chemickém triumfu" spáchala jeho žena Clara sebevraždu dvěma výstřely z Haberovy armádní pistole. Zemřela v náručí třináctiletého syna v zahradě jejich honosné služební vily v Berlíně-Dahlemu.
Roku 1933 na protest proti rasovým zákonům opustil nacistické Německo a odjel do Velké Británie. Zdejší klima mu však nesvědčilo, proto se přestěhoval do Švýcarska, kde také zemřel.
Je po něm pojmenován měsíční kráter Haber.